# Salon des surindépendants
Pour les autres Salons d'art parisiens, voir Salon.
 (novembre 2019).
Le Salon des surindépendants est une exposition d'art qui a lieu à Paris depuis 1928.

## Historique
Le Salon et l'Association artistique des surindépendants sont fondés à l'automne 1928 par quelques artistes ne voulant plus de jury d'admission et remettant en cause les restrictions imposées par la nouvelle réglementation du salon des indépendants de 1924. Léon Zack (1892-1980) et Auguste Herbin (1882-1960) firent partie des cofondateurs.
Le règlement impose aux membres de l'Association des surindépendants de ne participer à aucun autre salon. 
En 1929, plus de la moitié du Salon est consacré aux artistes surréalistes. On découvre en 1931 un changement d'orientation avec les peintres constructivistes qui viennent y exposer en grand nombre, comme Joaquin Torres Garcia (1874-1949) et Manuel Rendón Seminario (1894-1982). Ces deux artistes sont parmi les plus créatifs des années 1920 et représentent les deux pôles du débat entre surréalisme et constructivisme qui se déroula en grande partie dans l'enceinte de ce Salon.
Celui-ci gardera jusqu'au milieu des années 1930 son rôle de lieu d'expérimentation esthétique. En même temps, à l'automne 1928 est fondé le Salon des vrais indépendants. Les deux salons se tiendront en même temps au parc des expositions de la porte de Versailles jusqu'en 1930.
L'organisation du Salon était axée sur le style et non sur la nationalité, ce qui permettait de juger l'esthétique des œuvres sans tenir compte de l'origine nationale de leurs créateurs. Le Salon des surindépendants se trouvant être le plus dynamique s'installa à partir de 1931 à Montparnasse, sur le boulevard Raspail.

## Réception critique
- Raymond Cogniat : « Refuge de l'extrême avant-garde[2]. »
- André Warnod : « Nous avons constaté que beaucoup d'exposants avaient le goût de l'aventure et des risques[réf. nécessaire]. »

## Présidents
- René Mendès-France (1888-1985), de 1930 à 1940 et de 1945 à ?
- Miguel Devèze, de 1966 à 2000.
- Gilbert Moreau, depuis 2000.

## Participants notoires
- Tarsila do Amaral (1886-1973), expose en 1929[3].
- Jean Arp (1886-1966), expose en 1933[4].
- Géa Augsbourg (1902-1974), expose en 1929 : Le roi tir[5].
- Jeanne Besnard-Fortin (1892-1978), expose en 1932 et 1933[6].
- Pierrette Bloch (1928-2017), expose en 1949 et 1962.
- Vodemar Boberman (1897-1987), expose en 1930.
- Christine Boumeester (1904-1971), expose en 1935 avec Goetz, son époux.
- Victor Brauner (1903-1966), expose en 1933[7].
- Camille Bryen (1907-1977), expose en 1935 des dessins automatiques.
- Alexander Calder (1898-1976).
- Paul Cendron (1927-2014), expose en 1957, 1958, 1959, 1960.
- Gaston Chaissac (1910-1964), expose en 1945.
- Lucien Coutaud (1904-1977), expose en 1935.
- Pablo Curatella Manes (1891-1962), expose son groupe Acrobates en 1930.
- Dikran Daderian (1929).
- Salvador Dalí (1904-1989], expose en 1933[7].
- Jacques Démoulin (1905-1991)[8].
- Miguel Devèze (1909-2000), expose à partir de 1946, membre du comité en 1948, président à partir de 1966[9].
- Mirabelle Dors (1913-1991), épouse de Rapin avec lequel elle expose en 1960.
- Max Ernst (1891-1976), expose en 1933[7].
- André Fougeron (1913-1998), expose en 1937 deux œuvres inspirées de la guerre d'Espagne[10], ainsi qu'une peinture et un dessin.
- Aline Gagnaire (1911-1997), expose en 1946 et 1959.
- Alexandre Garbell (1903-1970)[11].
- Alberto Giacometti (1901-1966), expose en 1933[7].
- Fritz Glarner (1899-1972), expose en 1934[12].
- Henri Goetz (1909-1989), expose avec son épouse en 1935.
- Claude Grobéty (1940-2016), expose en 1968[13].
- Francis Harburger (1905-1998), expose régulièrement à partir de 1930, et devient secrétaire du salon en 1933[14].
- Hans Hartung (1904-1989), expose en 1935.
- Auguste Herbin (1882-1960), cofondateur, salon de 1929.
- André Heurtaux (1898-1983), expose en 1928 et restera fidèle au salon toute sa vie.
- François Jousselin (1926-2009), expose en 1952 et 1953.
- Vassily Kandinsky (1866-1944), expose en 1933[7].
- Rita Kernn-Larsen (1904-1998), expose huit tableaux en 1938[15].
- Georges Mathieu (1921-2012), expose en 1947.
- Stella Mertens (1896-1986).
- Joan Miro (1893-1983), expose en 1933[4].
- Vicente do Rego Monteiro (1899-1970), expose en 1929.
- Robert Nyel (1930-2016), expose en 1952.
- Richard Oelze (1900-1980), expose en 1933.
- Meret Oppenheim (1913-1985), expose en 1933[7].
- René Passeron (1920-2017), expose en 1959.
- Francis Picabia (1879-1953).
- Maurice Rapin (1927-2000), expose en 1960.
- Man Ray (1890-1976), expose en 1933[4].
- Seund Ja Rhee (1918-2009), expose en 1959.
- Jacinto Salvadó  (1892-1983), expose en 1959.
- Kurt Schwitters (1887-1948).
- Manuel Rendón Seminario (1894-1982), y expose en 1931.
- Pierre Soulages (1919-2022), expose en 1947.
- Henryk Stazewski (1894-1988), expose en 1930[4].
- Sophie Taeuber-Arp (1889-1943), expose en 1929-1930[16].
- Hansegger (1908-1989).
- Yves Tanguy (1900-1955), expose en 1933[4].
- Joaquin Torres Garcia (1874-1949), expose en 1929 et 1931.
- Roger Toulouse (1918-1994), au 11e Salon, porte de Versailles.
- Levon Tutundjian (1905-1968), expose en 1930.
- Jean Urvoy (1898-1989), expose en 1937.